# Лош, Виктор-Жан-Франсуа
Виктор-Жан-Франсуа Лош(фр. Victor-Jean-François Loche; 29 марта 1806, Мандр — 28 июня 1863, Аннаба) — капитан французской армии и натуралист.
Виктор Лош принял участие в экспедиции 1855—1856 годов, чтобы исследовать алжирскую провинцию Уаргла, расположенную в северной Сахаре. Он описал животных и птиц Алжира в книге «Catalogue des mammifères et des oiseaux», опубликованной в 1858 году. Лош впервые описал барханного кота, дав ему научное название Felis margarita в честь капитана Жана-Огюста Маргерита (1823—1870), руководителя экспедиции.
Умер от лихорадки в Аннабе.